# 모자이스크

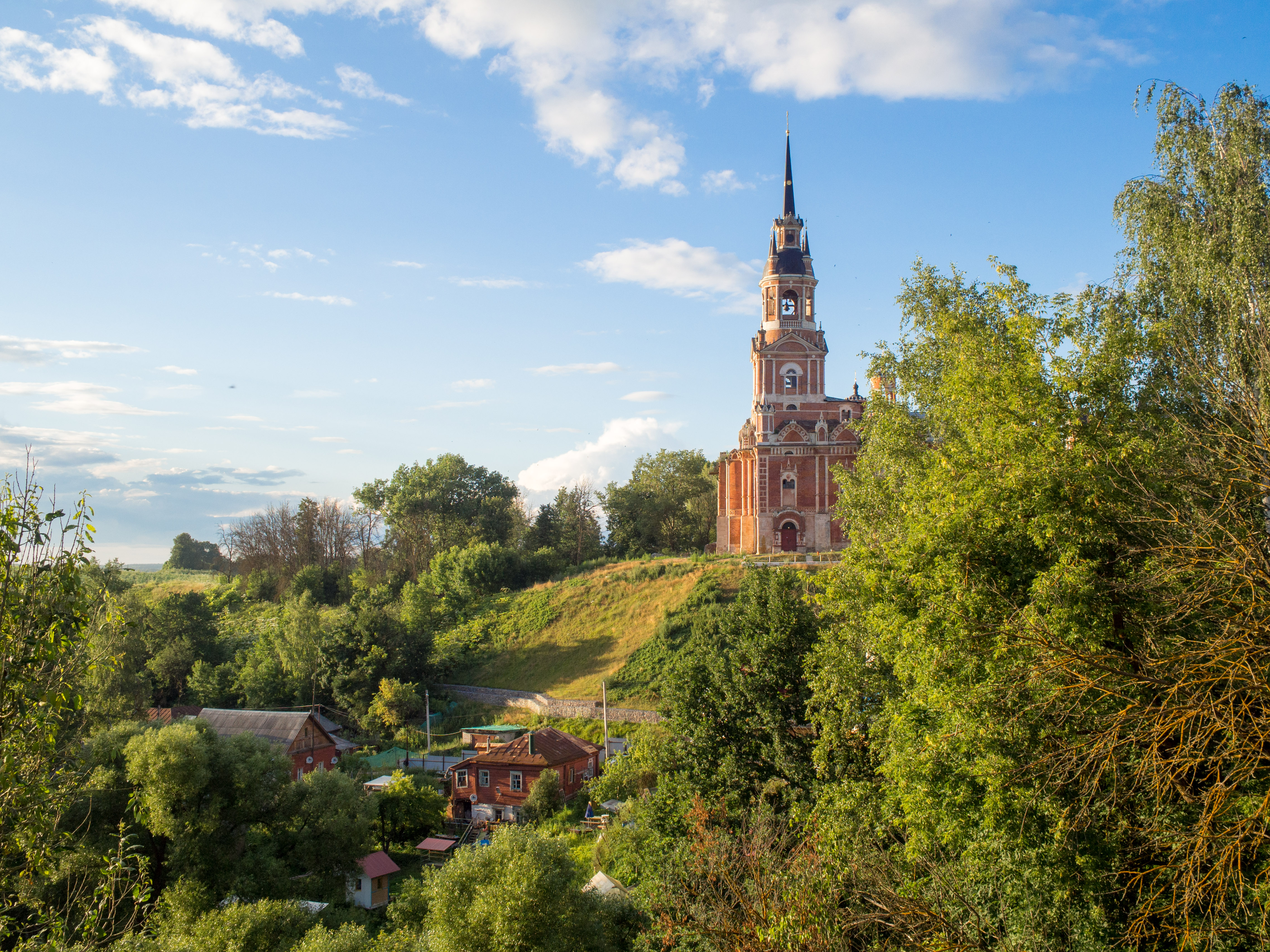

모자이스크(Можа́йск)는 모스크바주에 있는 도시이고, 모스크바에서 서쪽으로 110km떨어져 있는 도시이다. 인구는 3만1,459명(2002년)이다.

## 자매 도시
- 우크라이나 페레야슬라우흐멜니츠키
- 벨라루스 빌레이카